# Korpilampi (sjö i Ilomants, Norra Karelen, 62,84 N, 30,69 Ö)
Korpilampi är en sjö i kommunen Ilomants i landskapet Norra Karelen i Finland. Den är 4,8 meter djup. Arean är 40 hektar och strandlinjen är 3,3 kilometer lång. Sjön  ingår i Vuoksens huvudavrinningsområde.   Den ligger omkring 53 kilometer nordöst om Joensuu och omkring 420 kilometer nordöst om Helsingfors. 